# Andriana intermedia
Andriana intermedia är en insektsart som beskrevs av Luc A. Devriese 1991. Andriana intermedia ingår i släktet Andriana och familjen torngräshoppor. Inga underarter finns listade i Catalogue of Life.